# Williamstown (Virginie-Occidentale)
Pour les articles homonymes, voir Williamstown.
La ville de Williamstown est située dans le comté de Wood, dans l’État de Virginie-Occidentale, aux États-Unis. Lors du recensement de 2010, sa population s’élevait à 2 908 habitants. La municipalité s'étend sur 1,79 milles carrés (4,64 km2), dont 1,38 milles carrés (3,57 km2) de terres.
La ville est nommée en l'honneur d'Isaac Williams, qui s'y est installé en 1787.